# مرکز هنرهای رسانه‌ای اسکوییکی ویل بوفالو
اسکوئیکی‌ویل بوفالو: مرکز هنرهای فیلم و رسانه (انگلیسی: Squeaky Wheel Buffalo Media Arts Center) یک مرکز غیرانتفاعی در حوزه هنرهای رسانه‌ای است که در شهر بوفالو، نیویورک مستقر می‌باشد. این سازمان که در سال ۱۹۸۵ تأسیس شده است، در منطقه غرب نیویورک خدماتی از جمله اجاره تجهیزات رسانه‌ای با هزینه پایین، آموزش هنرهای رسانه‌ای برای نوجوانان و بزرگسالان، برنامه‌های اقامتی برای هنرمندان و پژوهشگران، و نمایشگاه‌ها، اکران‌ها و سایر برنامه‌های عمومی ارائه می‌دهد. از سال ۲۰۱۷، مرکز اسکوئیکی‌ویل فیلم و هنرهای رسانه‌ای توسط سازمان هنرمندان شاغل و اقتصاد گسترده (W.A.G.E.) تأیید شده است.

## نمایشگاه‌های گذشته
- ونهوآ شی. یک سال از دوشنبه. ژوئن–سپتامبر ۲۰۱۶.[۶][۷]
- کتی های. علم نرم: داستان‌های علمی تخیلی اثر کتی های. نوامبر ۲۰۱۶–ژانویه ۲۰۱۷.[۸][۹]
- ساندرا پری. گسترش دادن. ژانویه–مه ۲۰۱۸.[۱۰][۱۱]
- آنجلا واشکو. بازی: بازی ۲.۰. سپتامبر–۹ دسامبر ۲۰۱۷.[۱۲][۱۳]
- بلیت ساغ. بگذار به یاد بیاورم. ژانویه–آوریل ۲۰۱۸.